# Портрет Фёдора Алексеевича Лукова
«Портрет Фёдора Алексеевича Лукова» — картина Джорджа Доу, из Военной галереи Зимнего дворца.
Картина представляет собой погрудный портрет генерал-майора Фёдора Алексеевича Лукова из состава Военной галереи Зимнего дворца.
К началу Отечественной войны 1812 года полковник Луков командовал Севским пехотным полком, состоял в корпусе П. Х. Витгенштейна, за отличие в сражении при Смолянах был произведён в генерал-майоры, а за Бородино получил орден Св. Георгия 3-го класса. Во время Заграничного похода 1813 года командовал 5-й пехотной дивизией, погиб в сражении при Дрездене.
Изображён в генеральском мундире, введённом для пехотных генералов 7 мая 1817 года — это ошибка художника: поскольку Луков погиб в августе 1813 года, он должен быть изображён в мундире образца 1808 года с двумя рядами пуговиц. На шее кресты орденов Св. Георгия 3-го класса, Св. Анны 2-й степени и Св. Владимира 3-й степени; справа на груди серебряная медаль «В память Отечественной войны 1812 года» на Андреевской ленте. Подпись на раме: Ѳ. А. Луковъ, Генералъ Маiоръ. Возможно, что памятная медаль войны 1812 года изображена ошибочно — первые документально зафиксированные награждения этой медалью в действующей армии состоялись спустя три месяца после смерти Лукова, и скорее всего он не успел её получить.
7 августа 1820 года Комитетом Главного штаба по аттестации Луков был включён в список «генералов, заслуживающих быть написанными в галерею» и 5 февраля 1822 года император Александр I приказал написать его портрет. 12 июня того же года приказ был повторён и уже 14 июня Доу сообщил в Инспекторский департамент Военного министерства о готовности портрета. Гонорар художнику был выплачен 1 июля 1822 года. Готовый портрет поступил в Эрмитаж 7 сентября 1825 года. Поскольку Луков был убит в 1813 году, то для написания галерейного портрета Доу воспользовался неизвестным современным исследователям портретом-прототипом. В. М. Глинка по этому поводу отмечал:

Наверное, вдова генерала передала в мастерскую Доу бывший у нее портрет, с которого написали копию для галереи. Вряд ли Лукова, небогатого армейского офицера, писал искусный художник, все же ему удалось передать напряженный суровый взгляд и как бы не умеющие улыбаться, плотно сжатые губы. Это выражение лица говорит о нелегком жизненном пути, пройденном скромным героем, могила которого затеряна где-то на берегах Эльбы, близ столицы Саксонии.